# 1126 Otero
Az 1126 Otero (ideiglenes jelöléssel 1929 AC) a Naprendszer kisbolygóövében található aszteroida. Karl Wilhelm Reinmuth fedezte fel 1929. január 11-én, Heidelbergben. Nevét a századforduló ismert táncosnőjéről és kurtizánjáról, Carolina Oteroról kapta.